# Szittya Emil
Szittya Emil született Schenk Adolf (Avraham). (Budapest, 1886. augusztus 18. – Párizs, 1964. november 26.) magyar költő, író, művészetkritikus és festő. Kassák Lajos és Blaise Cendrars, valamint a kor avantgárd művészeinek az egyik szellemi mestere. Léger, Chagall, Henri Rousseau művészettörténeti fölfedezője. 

## Életrajza
Schenk Ignác cipész és Spatz Regina első gyermekeként született. 1906 és 1907 között a svájci Asconában létrejött Monte Verità művésztelepen tevékenykedett. 1906-tól kezdődően többnyire Párizsban csavarogott. 1909 júliusában Stuttgartban összetalálkozott a Párizsba Budapestről gyalog induló Kassák Lajossal, akit végigkalauzolt Németország, Belgium és Franciaország városain, miközben koldulással és különféle szélhámos trükkökkel a létfenntartásukat is biztosította. Ő az, aki Kassákot bevezette a képzőművészetbe. Minderről Kassák az Egy ember élete című önéletrajzi regényében írt részletesen. Október második felében érkeznek Párizsba, ahonnan Kassák nem egészen egy hónap elteltével hazautazik. 
Szittya Párizsban élt 1911 és 1912 között Blaise Cendrars-ral együtt megalapította a Les Hommes Nouveaux című német-francia nyelvű, avantgárd folyóiratot. 1914 és 1918 között Zürich és Budapest között ingázott. Zürichben mások mellett megismerkedett Leninnel, Karl Radekkel és Lev Trockijjal, valamint Tristan Tzarával, Hugo Ball-lal és 1916-ban egyik alapítója volt a zürichi Cabaret Voltaire elnevezésű dadaista klubnak. Ekkoriban a Mistral címen poliglott dadaista folyóiratot szerkesztette. Budapesten 1915-ben pénzt szerzett Kassák számára a Tett folyóirat elindításához, de Kassák hamarosan megszakította vele a kapcsolatot, mert azt gyanította róla, hogy rendőrségi besúgó és provokátor.
1918-ban belekeveredett a Károlyi Mihály lejáratását célzó, úgynevezett Konsten-ügybe, amely magyarországi kapcsolatainak teljes megszakadásához vezetett, és így emigrációba kényszerült. 1919-ben először Bécsbe, majd Berlinbe ment, 1927-től haláláig Párizsban élt. Szerkesztője és rendszeres szerzője volt különféle modern művészeti folyóiratoknak, számos kismonográfiát írt, egyebek mellett Henri Rousseauról, Chaïm Soutineról, Albert Marquetról és Picassóról. Szociológiai munkákat és regényeket is írt. 
Közeli barátai közé tartoztak a 20. századi zene megújítói is : Stravinsky, Darius Milhaud, Arthur Honegger, Erik Satie. 1940 és 1944 között részt vett a francia ellenállási mozgalomban. 1961-ben ismerkedett meg Franz Junggal.
Írói, kritikusi művei mellett képzőművészeti munkássága is jelentős. Jóllehet fiatalkorától festett, képeivel a saját neve alatt először csak 1958-ban állt a nyilvánosság elé. Az idők folyamán egységes saját stílust alakított ki: relatíve kisméretű, zsúfolt, kolorista kompozíció a figurativitás és az absztrakció határán mozognak. Hazai gyűjteményes tárlatára 1989-ben került sor a Kassák Múzeumban.

## Főbb publikált művei

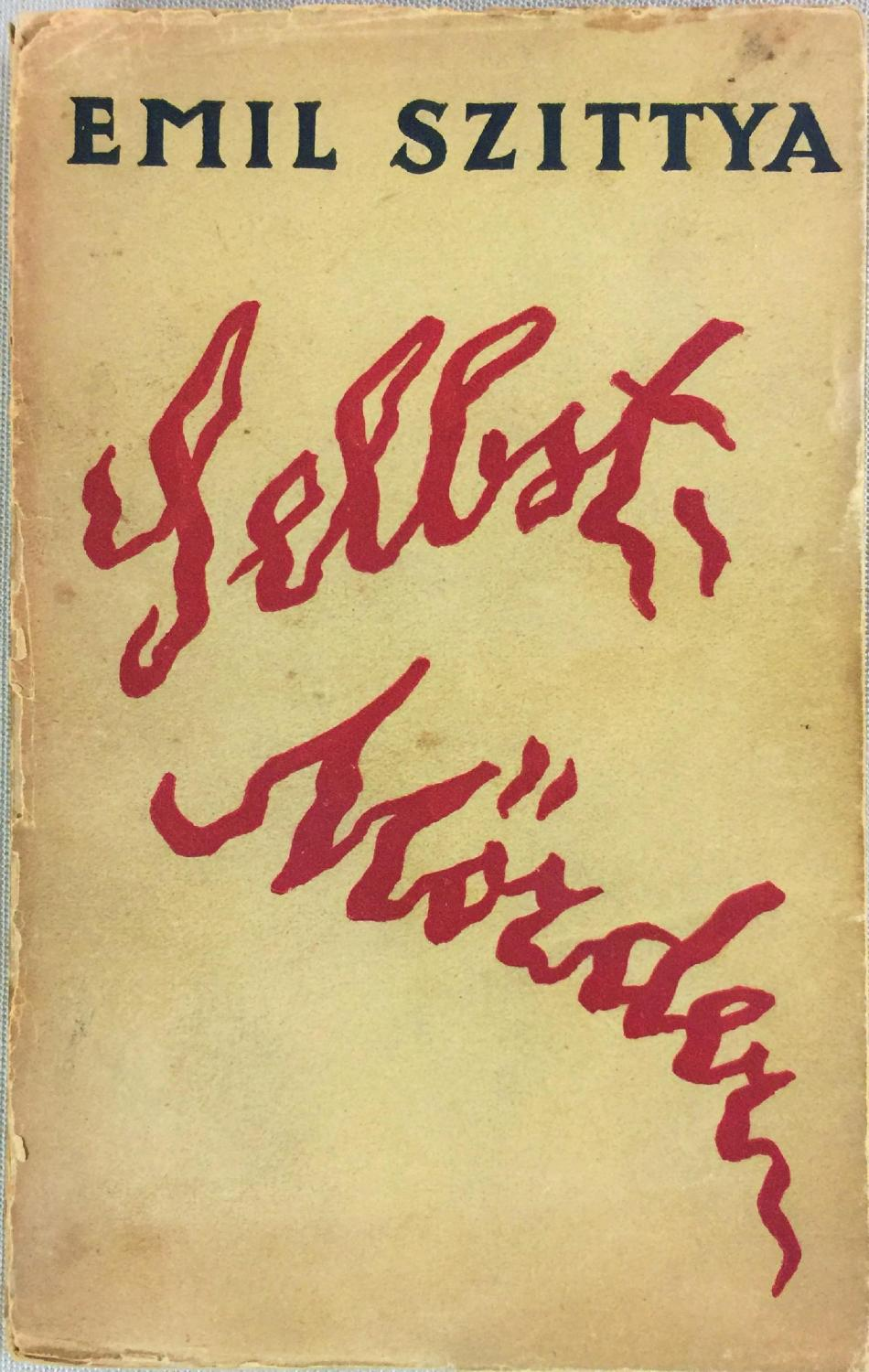
Selbstmörder. Ein Beitrag zur Kulturgeschichte aller Zeiten und Völker. Leipzig, 1925

- Szittya Emil – Wojticzky Gyula: Az újak irodalmáról. Budapest, [1909]
- Én Szittya Emil a bizonyítékgyáros. Consten bej és Károlyi Mihály gróf; Budapester Fremdenblatt Ny., Bp., 1918 (Horizont-füzet)
- Die Haschischfilme des Zöllners Henri Rousseau und Tatjana Joukoff mischt die Karten. (Ein Roman gegen die Psicho-Analise), Verlag Derdinand Dunajec, Budapest, 1917 (németül)
- Ein Spaziergang mit manchmal Unnützigen, Bécs-Prága-Leipzig, 1920
- Das Kuriositäten-Kabinett. Begegnungen mit seltsamen Begebenheiten, Landstreichern; Constance, 1923
- Klaps oder Wie sich Ahasver als Saint Germain entpuppt. Roman; Potsdam, 1924
- Henri Rousseau Hambourg, 1924
- Selbstmöder. Ein Betrag zur Kulturgeschichte aller Zeiten und Völker, Leipzig, 1925
- Malerschicksale. Porträts. Hamburg, 1925
- Emil Szyttya: Ausgedachte Malerschiksale; Les Écrivains Réunis, Paris, 1928
- Ausgedachte Dichterschicksale; Les Écrivains Réunis, Bp., 1928
- Neue Tendenzen in der schweizer Malerei. Abbildung von Camenisch, Coghuf, Hindenlang, Atiger, Stocker, Sulzbachner; Ars, Paris, 1929 (Collection ʺKunstproblemeʺ)
- L'art allemand en France; németről franciára ford. Lazare Lévine; La Zone, Paris, 1932
- Dis kranke Sexualität oder der Mörder, Paris, 1935
- Notes sur Picasso, Paris, 1945 (franciául)
- Marquet parcourt le monde, 1948
- Soutine et son temps; La Bibliothèque des Arts, Paris, 1955 (Souvenirs et documents)
- 82 rêves pendant la guerre 1939–1945, Paris, 1963
- Der Mann der immer dabei war. Roman; szerk. Sabine Haase, Manfred Lampig; Löcker, Wien, 1986
- Hommage à Franz Jung, Hambourg, 1988
- Ahasver Traumreiter. Sammlung früher Prosa; Wieser, Klagenfurt–Salzburg, 1991 (Edition Traumreiter)
- Herr Außerhalb illustriert die Welt. Mit Erstdrucken aus dem Nachlass. Hg. Walter Fähnders. Berlin: BasisDruck, 2014 (Pamphlete 28); ISBN 978-3-86163-149-1
- Die sieben Jahre. Ein Kriegsepos. Erstdruck aus dem Nachlass in literaturkritik.de 2016.[9]

## Egyéni kiállításai
- 1958. október 21. – november 5.: Párizs, Galerie Gisler (137. Bd. Raspail, Paris)
- 1962. március 14. – április 10.: Galerie Pierre Birtschansky (156. Bd. Haussmann, Paris)
- 1963. szeptember 17. – október 31: Zürich, Galerie Colette Ryter: „Emile Szittya peintre visionnaire Paris. Huiles et Gouaches” (15. Neumarkt, Zürich)
- 1964. július 4. – október 31.: Ascona, Galerie Herzog
- 1985. október 29 – November 30.: Bécs Galerie Löcker, „Emil Szittya (1886 – 1964) Ölbilder und Gouachen. 29. Oktober bis 30. November 1985. Galerie Löcker, Wien I, Gluckgasse 3.”
- 1986. január 1. – 23.: Graz, Neue Galerie
- 1986. május 3. – 31.: Aarau, Galerie Goldenes Kalb
- 1986. június 6. – július 11.: Bern, Galerie Kurt Salchli
- 1989. augusztus 8. – december 31.: Budapest, Kassák Emlékmúzeum: "Szittya Emil"
- 1990. január 2. – február 11.: Szombathelyi Képtár: "Szittya Emil"
- 2022. április 14.–május 14., Párizs, Galerie Antoine Laurentin: Szittya Emil Un artiste européen. (1886–1964)
- 2022. április 21. – június 25. Párizs, Liszt Intézet és Magyar Kulturális Központ: „Le vagabond de l’avant-garde. Szittya Emil.”
- 2024. január 25. – április 5.: Bécs, Collegium Hungricum: „Emil Szittya, Landstreicher und Gesamtkünstler der Avantgard”